# Campeonato Sul-Mato-Grossense de Futebol de 2018
O Campeonato Sul-Mato-Grossense de 2018 foi a quadragésima edição desta competição futebolística organizada pela Federação de Futebol de Mato Grosso do Sul.
O título desta edição ficou com o Operário, que conquistou o campeonato após vencer o Corumbaense na decisão por obter a vantagem da igualdade. Com esses resultados, o Operário conquistou seu décimo primeiro título na história da competição, o primeiro após 21 anos.

## Formato e participantes
O regulamento do Campeonato Sul-Mato-Grossense de 2018 permaneceu semelhante ao do ano anterior: numa primeira fase, as dez agremiações foram divididas em dois grupos, pelos quais disputaram jogos de turno e returno contra os adversários do próprio chaveamento. Os quatro melhores de cada grupo classificaram-se para as quartas de final, disputadas em partidas eliminatórias e os vencedores dos confrontos avançaram até a final.
Originalmente, o torneio seria disputado por doze agremiações, incluindo os remanescentes da edição anterior e a promoção de Misto e Operário de Dourados; contudo, o primeiro foi excluído por escalar jogadores irregulares na série B. O Naviraiense, por sua vez, desistiu da competição e sua vaga foi oferecida ao CENA, que recusou o convite.

## Resultados
Os resultados das partidas da competição estão apresentados nos chaveamentos abaixo. A primeira fase foi disputada por pontos corridos, com os seguintes critérios de desempates sendo adotados em caso de igualdades: número de vitórias, saldo de gols, número de gols marcados, confronto direto entre duas equipes e, caso necessário, a realização duma partida de desempate. Por outro lado, as fases eliminatórias consistiram de partidas de ida e volta, as equipes mandantes da primeira partida estão destacadas em itálico e as vencedoras do confronto, em negrito. Conforme preestabelecido no regulamento, o resultado agregado das duas partidas definiram quem avançou à final, que foi disputada por Operário e Corumbaense e vencida pela primeira equipe, que se tornou campeã da edição.

### Primeira fase

#### Grupo A
- Por determinação do Tribunal de Justiça Desportiva, o Costa Rica perdeu 13 pontos.[10]

### Fases finais
|  | Quartas de final | Quartas de final | Quartas de final | Quartas de final |   |             | Semifinais       | Semifinais       | Semifinais       | Semifinais       |  |             | Final          | Final          | Final          | Final          |  |  |
|  | 11 a 18 de março | 11 a 18 de março | 11 a 18 de março | 11 a 18 de março |   |             | 21 a 28 de março | 21 a 28 de março | 21 a 28 de março | 21 a 28 de março |  |             | 1 e 8 de abril | 1 e 8 de abril | 1 e 8 de abril | 1 e 8 de abril |  |  |
|  |                  |                  |                  |                  |   |             |                  |                  |                  |                  |  |             |                |                |                |                |  |  |
|  | Novo             | 1                | 2                | 3                |   |             |                  |                  |                  |                  |  |             |                |                |                |                |  |  |
|  | Águia Negra      | 1                | 1                | 2                |   |             |                  |                  |                  |                  |  |             |                |                |                |                |  |  |
|  | Águia Negra      | 1                | 1                | 2                |   | Novo        | 1                | 0                | 1                |                  |  |             |                |                |                |                |  |  |
|  |                  |                  |                  |                  |   | Novo        | 1                | 0                | 1                |                  |  |             |                |                |                |                |  |  |
|  |                  | Corumbaense (mc) | 1                | 0                | 1 |             |                  |                  |                  |                  |  |             |                |                |                |                |  |  |
|  | Corumbaense (mc) | Corumbaense (mc) | 1                | 0                | 1 | 1           | 1                | 2                |                  |                  |  |             |                |                |                |                |  |  |
|  | Corumbaense (mc) |                  |                  |                  |   | 1           | 1                | 2                |                  |                  |  |             |                |                |                |                |  |  |
|  | Comercial-MS     | 1                | 1                | 2                |   |             |                  |                  |                  |                  |  |             |                |                |                |                |  |  |
|  | Comercial-MS     | 1                | 1                | 2                |   |             |                  |                  |                  |                  |  | Corumbaense | 1              | 0              | 1              |                |  |  |
|  |                  |                  |                  |                  |   |             |                  |                  |                  |                  |  | Corumbaense | 1              | 0              | 1              |                |  |  |
|  |                  | Operário-MS (mc) | 0                | 1                | 1 |             |                  |                  |                  |                  |  |             |                |                |                |                |  |  |
|  | URSO             | Operário-MS (mc) | 0                | 1                | 1 | 1           | 1                | 2                |                  |                  |  |             |                |                |                |                |  |  |
|  | URSO             |                  |                  |                  |   | 1           | 1                | 2                |                  |                  |  |             |                |                |                |                |  |  |
|  | Operário-MS      | 1                | 1                | 2                |   |             |                  |                  |                  |                  |  |             |                |                |                |                |  |  |
|  | Operário-MS      | 1                | 1                | 2                |   | Operário-MS | 1                | 2                | 3                |                  |  |             |                |                |                |                |  |  |
|  |                  |                  |                  |                  |   | Operário-MS | 1                | 2                | 3                |                  |  |             |                |                |                |                |  |  |
|  |                  | Sete de Dourados | 0                | 1                | 1 |             |                  |                  |                  |                  |  |             |                |                |                |                |  |  |
|  | União ABC        | Sete de Dourados | 0                | 1                | 1 | 1           | 0                | 1                |                  |                  |  |             |                |                |                |                |  |  |
|  | União ABC        |                  |                  |                  |   | 1           | 0                | 1                |                  |                  |  |             |                |                |                |                |  |  |
|  | Sete de Dourados | 3                | 0                | 3                |   |             |                  |                  |                  |                  |  |             |                |                |                |                |  |  |